# 주크박스

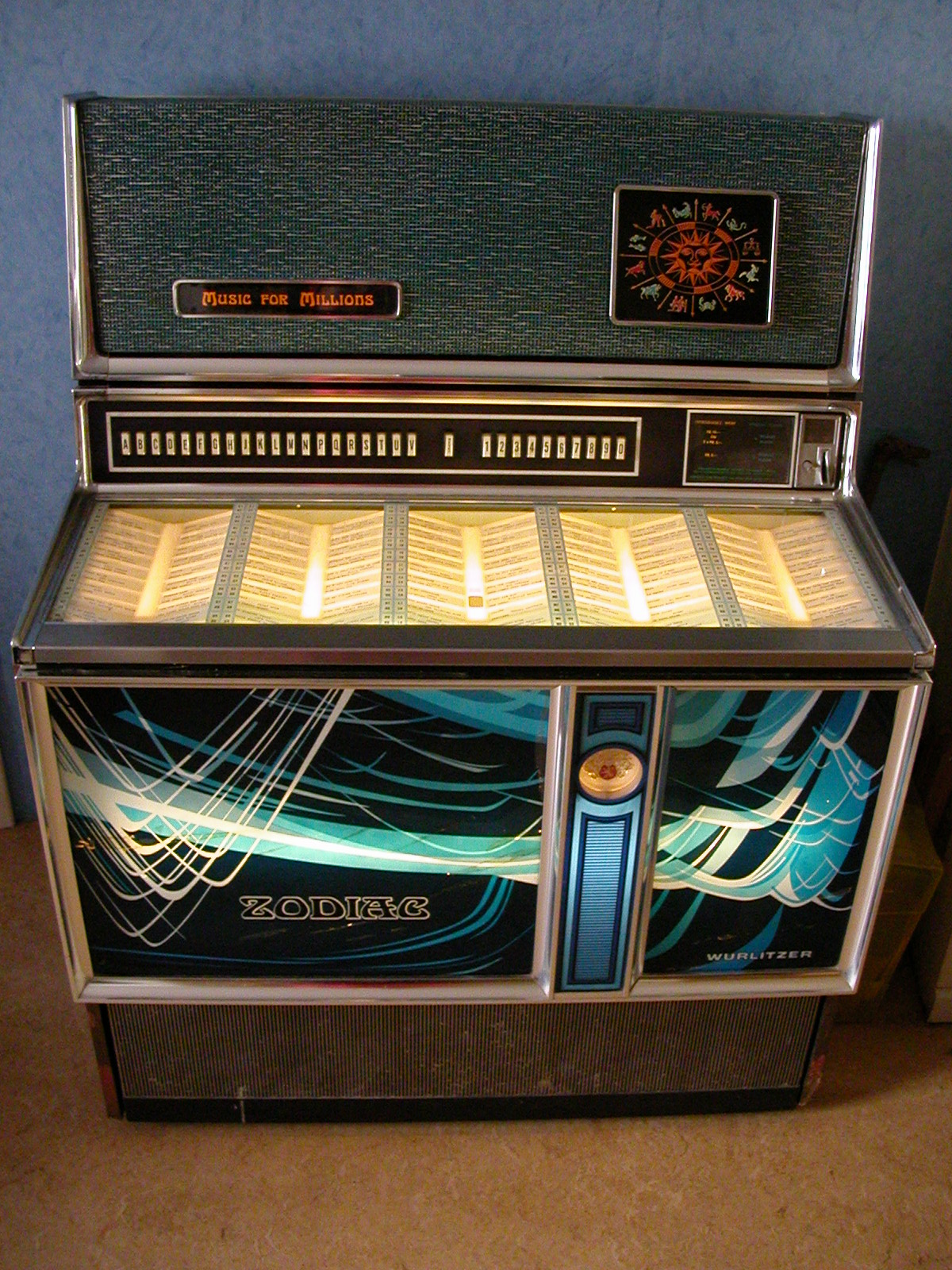
Wurlitzer 3500 Zodiac

주크박스(jukebox)는 자동판매기의 일종으로 내부에 다수의 레코드가 내장되어 있다. 동전을 넣으면 임의의 음악을 연주한다. 루이스 글라스가 발명하였다.

## 같이 보기
- 붐박스
- 음악상자
- 자동 피아노
- 록올라
- 자동 판매기